# Communauté de communes du Pays Marandais
La Communauté de communes du Pays Marandais est une ancienne communauté de communes française, située dans le département de la Charente-Maritime et la région Poitou-Charentes. Elle a été dissoute le 31 décembre 2013 ; ses communes membres ont alors rejoint la Communauté de communes Aunis Atlantique.

## Composition
Elle était composée des communes suivantes (intégralité du canton de Marans):
| Nom                | Code Insee | Gentilé      | Superficie (km2) | Population (dernière pop. légale) | Densité (hab./km2) |
| ------------------ | ---------- | ------------ | ---------------- | --------------------------------- | ------------------ |
| Marans (siège)     | 17218      | Marandais    | 82,49            | 4 590 (2014)                      | 56                 |
| Andilly            | 17008      | Andillois    | 28,63            | 2 122 (2014)                      | 74                 |
| Charron            | 17091      | Charronnais  | 37,54            | 1 952 (2014)                      | 52                 |
| Longèves           | 17208      | Longévois    | 12,63            | 907 (2014)                        | 72                 |
| Saint-Ouen-d'Aunis | 17376      | Audoniens    | 8,82             | 1 512 (2014)                      | 171                |
| Villedoux          | 17472      | Villedousais | 15,84            | 2 210 (2014)                      | 140                |

## Compétences
- Aménagement de l'espace
  - Création et réalisation de zone d'aménagement concerté (ZAC) (à titre obligatoire)
  - Schéma de cohérence territoriale (SCOT) (à titre obligatoire)
- Développement et aménagement économique
  - Action de développement économique (Soutien des activités industrielles, commerciales ou de l'emploi, soutien des activités agricoles et forestières...) (à titre obligatoire)
  - Création, aménagement, entretien et gestion de zone d'activités industrielle, commerciale, tertiaire, artisanale ou touristique (à titre obligatoire)
  - Tourisme (à titre obligatoire)
- Développement et aménagement social et culturel
  - Activités culturelles ou socioculturelles (à titre facultatif)
  - Activités sportives (à titre facultatif)
  - Construction ou aménagement, entretien, gestion d'équipements ou d'établissements culturels, socioculturels, socioéducatifs, sportifs (à titre optionnel)
- Environnement - Collecte et traitement des déchets des ménages et déchets assimilés (à titre optionnel)
- Logement et habitat - Programme local de l'habitat (à titre optionnel)
- Sanitaires et social - Action sociale (à titre optionnel)

## Historique
- 28 septembre 2006 : arrêté n° 06-3244 portant modification des statuts de la communauté de communes
- 13 janvier 2006 : arrêté n° 06/295 portant rectificatif de l'arrêté n° 05-4490 du 22 décembre 2005
- 22 décembre 2005: arrêté n° 05-4490 portant modification des statuts et extension des compétences de la communauté de communes
- 7 octobre 2003 : arrêté n° 03-3160 portant modification des statuts et extension de compétence de la communauté de communes
- 9 mars 1999 : arrêté n° 99-529 portant extension des compétences de la communauté de communes
- 18 décembre 1996 : arrêté n° 96-3639 portant création de la communauté de communes
- 14 octobre 1996: arrêté n° 96-2900 fixant la liste des communes concernées par le projet de création de la communauté de communes.

## Tourisme
La communauté de communes disposait d'un office de tourisme intercommunal du Pays Marandais situé à Marans.

## Sources
- Le splaf - (Site sur la Population et les Limites Administratives de la France)
- La base aspic de la Charente-Maritime - (Accès des Services Publics aux Informations sur les Collectivités)